# Сенницы (Псковская область)
Сенницы — деревня в Логозовской волости Псковского района Псковской области России.
Расположена в 17 км к западу от центра города Пскова и в 9 км к западу от Неёлово.
| 2001 | 2002 | 2010 | 2012 |
| ---- | ---- | ---- | ---- |
| 1    | ↗2   | ↗3   | →3   |